# Bitaco
Bitaco es un centro poblado del Municipio de La Cumbre, departamento del Valle del Cauca, fundado en 1910; toma su nombre del río Bitaco, que a su vez se deriva del cacique Bitacus, un guerrero precolombino perteneciente a la tribu de los calimas. Su centro poblado se ubicada en la cordillera occidental Colombiana, vertiente hacia el pacífico, que hace parte de la cordillera de los Andes.
Tiene una población aproximada de 2308 habitantes que corresponden al 19.4% del total del municipio, de ellos 1193 se encuentran en el área urbana y 1115 en el área rural (EOT, La Cumbre). El centro poblado presenta la más alta densidad a nivel poblacional y de viviendas. Cuenta con un total de 487 viviendas para 606 familias.
Sus mayores atractivos son el clima, templado durante la mayoría del año, con temperatura promedio de 18 °C. Históricamente, ha sido un sitio de permanente afluencia turística de las familias caleñas que buscan huir del calor, al igual que sus paisajes llenos de contrastes. Entre sus sitios de interés se encuentran los cultivos de te, únicos en la región y un área protegida de carácter nacional llamada Reserva forestal de Bitaco conformada por un ecosistema de bosque de niebla, en buen estado de conservación. En Bitaco es característica la producción de Café, Maíz, Tomate, Frijol, Pimentón, Ají, Yuca y Frutales

## Área
Tiene un área de 2775,8 Hectáreas, que corresponden al 12% del total del Municipio de La Cumbre.

## Altitud
El centro poblado se encuentra rodeado de diferentes altitudes, desde los 1000 m s. n. m. ubicados en el cañón del río Bitaco hasta los 2200 m s. n. m. ubicados en el sitio donde nace el río Bitaco.

## Relieve
El relieve está caracterizado por una topografía de pendientes fuertes y cimas redondeadas, y áreas con relieve quebrado y escarpados en la zona más alta; colinas bajas y altas, con pequeños valles en la zona media y baja

## División Territorial
Además, de su [{centro poblado]]. Tiene bajo su área de influencia las veredas: El Retiro, La Sofía, Rincon santo, el Diamante, Chicoral, Zaragoza, Santa Fe, Chicoralito,  El Diamante.

## Límites
Norte con el territorio adscrito a la cabecera municipal, al sur con el municipio de Dagua, al oriente con el municipio de Yumbo, al occidente con el centro poblado Lomitas.

## Reserva forestal de Bitaco
La Reserva Forestal Protectora de Bitaco se encuentra ubicada en las veredas Chicoral y Zaragoza, al noroccidente de municipio de Santiago de Cali Cali, en la vertiente media de la Cordillera Occidental, en la parte alta de la Subcuenca del río Bitaco, cuenca río Dagua, Se halla delimitada por el cerro de Yumbillo y Dapa y la cuchilla de Zaragoza. Está a 26 km al noroeste de Cali. Tiene sus límites con los municipios de Yumbo.
Es un área declarada como protegida, según el Acuerdo CVC 147 del 25 de abril de 1985.
La Reserva Forestal de Bitaco se encuentra ubicada en la parte alta de la subcuenca del río Bitaco, afluente del río Dagua, el cual drena sus aguas al océano Pacífico en la bahía de Buenaventura. La subcuenca del río Bitaco tiene una extensión de 53444 has que corresponden aproximadamente al 37.58% de la cuenca del río Dagua. La cuenca del Dagua tiene una superficie de 140 121 ha. Dentro de esta área se encuentra en su totalidad el municipio de La Cumbre.
El río Bitaco nace en la Reserva de Bitaco, y tiene una longitud de 34.9 km y un caudal de 3.8m2/s, una velocidad media de 1.0 m/s, una profundidad de 0.4 m y un ancho promedio de 11,0 m.  Sus afluentes son el río Pavas, Río Grande y las quebradas Chicoral, Zaragoza, Tambocha, La Sofía, Las Minas, El Diamante, Centellita, Centenario, El Salto y La María.